# Palma Arena

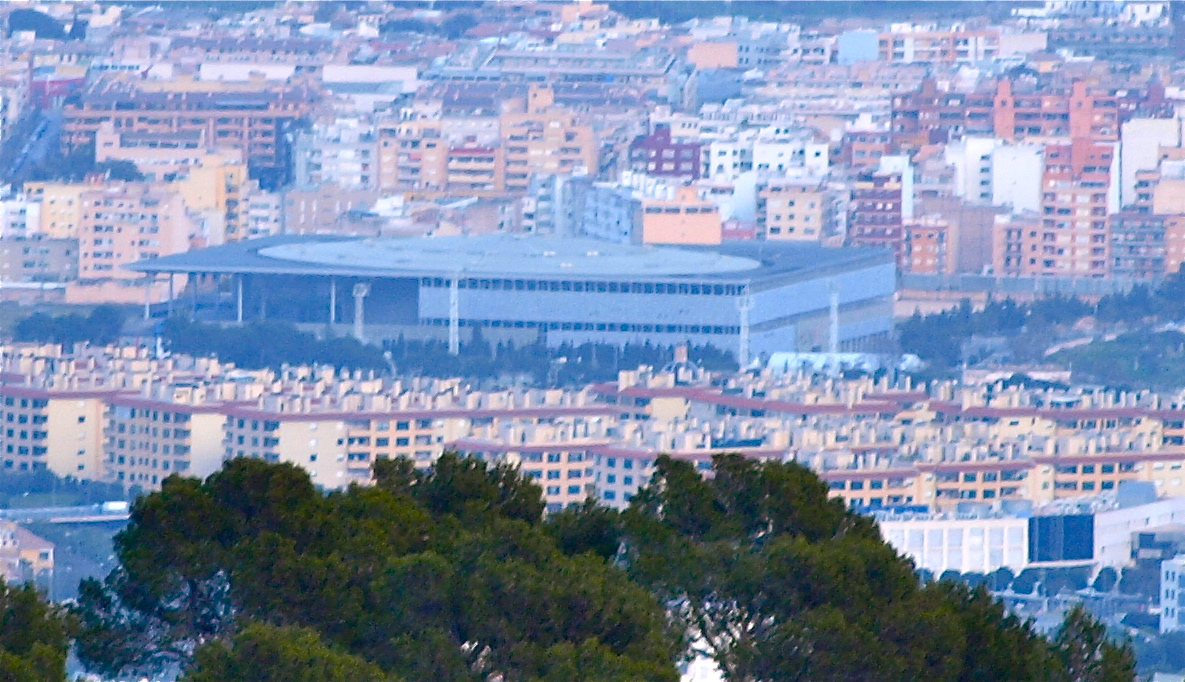
Die Palma Arena

Die Palma Arena, auch Velódromo de Palma genannt, ist eine Mehrzweckhalle mit Radrennbahn in der  spanischen Stadt Palma auf der Insel Mallorca.

## Die Arena und ihre Nutzung
Die Palma Arena überdeckt eine Fläche von 90.000 Quadratmetern und bietet bei Radrennen Platz für 4500 Zuschauer. Die Radrennbahn ist 250 Meter lang und besteht aus Sibirischer Kiefer. Die Arena kann zudem für andere Sportveranstaltungen genutzt werden, wie z. B. Hallentennisturniere, sowie für Konzerte und weitere Veranstaltungen wie etwa Ausstellungen. Eröffnet wurde sie im Mai 2007 mit einem Tennisschaukampf zwischen Rafael Nadal, der von Mallorca stammt, und dem Schweizer Roger Federer vor ausverkauftem Haus. Das Spiel wurde Battle of Surfaces genannt, weil die Spielfläche zur Hälfte aus Rasen und zur Hälfte aus Sand bestand. Im selben Jahr fanden hier die Bahn-Weltmeisterschaften statt, zu deren Anlass die Arena gebaut worden war, sowie Spiele der Basketball-Europameisterschaft.

## Korruptionsskandal
Die Erstellung der Palma Arena war von einem Korruptionsskandal begleitet: Der Münsteraner Architekt Ralph Schürmann, der die Radrennbahn konzipiert hatte, hatte eine Fortführung von Planung und Bau verweigert, da er nach eigener Aussage gefälschte Rechnungen über höhere Beträge vorlegen sollte. Daraufhin wurde er von den mallorquinischen Auftraggebern, der Inselregierung, entlassen, und der niederländische Architekt Sander Douma und ein einheimisches Planungsbüro führten den Bau zu Ende. Die Kosten wuchsen in der Folge um mehr als das Doppelte von ursprünglich veranschlagten rund 48 auf letztlich rund 120 Millionen Euro, und das, obwohl ein Teil der Anlage nicht fertiggestellt wurde. Die Mallorca-Zeitung bezeichnete die Arena im Jahre 2009 als „größtes Millionengrab auf Mallorca“, und die Frankfurter Allgemeine Zeitung schrieb, es gehe bei der Affäre um eine „teure Radrennbahn“, „die sich, als sie fertig war, für alles eignete außer für Radrennen“.
Nach Abschluss der Bahn-WM 2007 verweigerte der Weltradsportverband Union Cycliste Internationale (UCI) der Radrennbahn wegen zahlreicher Mängel die weitere Zulassung für internationale Rennen; insgesamt wurden mehr als 220 Baumängel an der gesamten Halle festgestellt, allen voran ein undichtes Dach. Die Radrennbahn selbst musste 2011 wegen Wasserschäden komplett erneuert werden. Gegen mehrere mallorquinische Politiker wurden Ermittlungen wegen Korruption in diesem Zusammenhang eingeleitet; es bestand der Verdacht, dass sie die Differenz zwischen wirklichen Kosten und gefälschten Rechnungsbeträgen in die eigene Tasche gewirtschaftet hätten. Im März 2012 wurde der frühere Präsident der Balearen, Jaume Matas, in einem ersten Verfahren von mehreren in erster Instanz zu sechs Jahren Gefängnis verurteilt.